# ذ مطليحة (الحد)

تعديل مصدري - تعديل

ذ مطليحـة هي إحدى قرى عزلة الحد بمديرية الحد التابعة لمحافظة لحج، بلغ تعداد سكانها 109 نسمة حسب تعداد اليمن لعام 2004.